# Amytornis ballarae
El maluro kalkadoon (Amytornis ballarae) es una especie de ave paseriforme de la familia Maluridae endémica del noreste de Australia.

## Historia y características
El nombre científico de la especie proviene del pueblo minero de Ballara en Queensland. Se parece mucho a la Amytornis purnelli, de la que fue considerada anteriormente una subespecie, pero con manchas que generalmente son más claras y mejor definidas, por ejemplo, las plumas de las alas son de color gris con una pequeña mancha roja en la base de las plumas exteriores, mientras que las mismas partes son de color marrón uniforme en el Amytornis.